# Pachycondyla crenata
Pachycondyla crenata är en myrart som först beskrevs av Julius Roger 1861.  Pachycondyla crenata ingår i släktet Pachycondyla och familjen myror. Inga underarter finns listade i Catalogue of Life.

## Bildgalleri

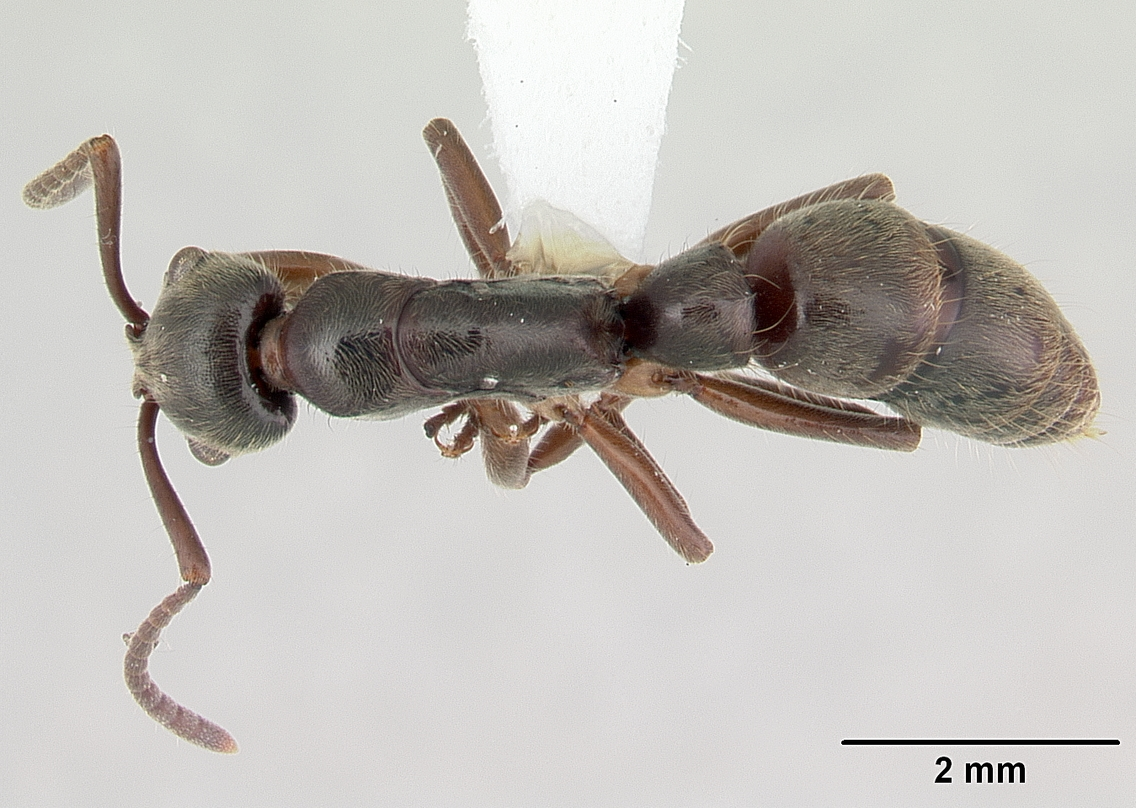
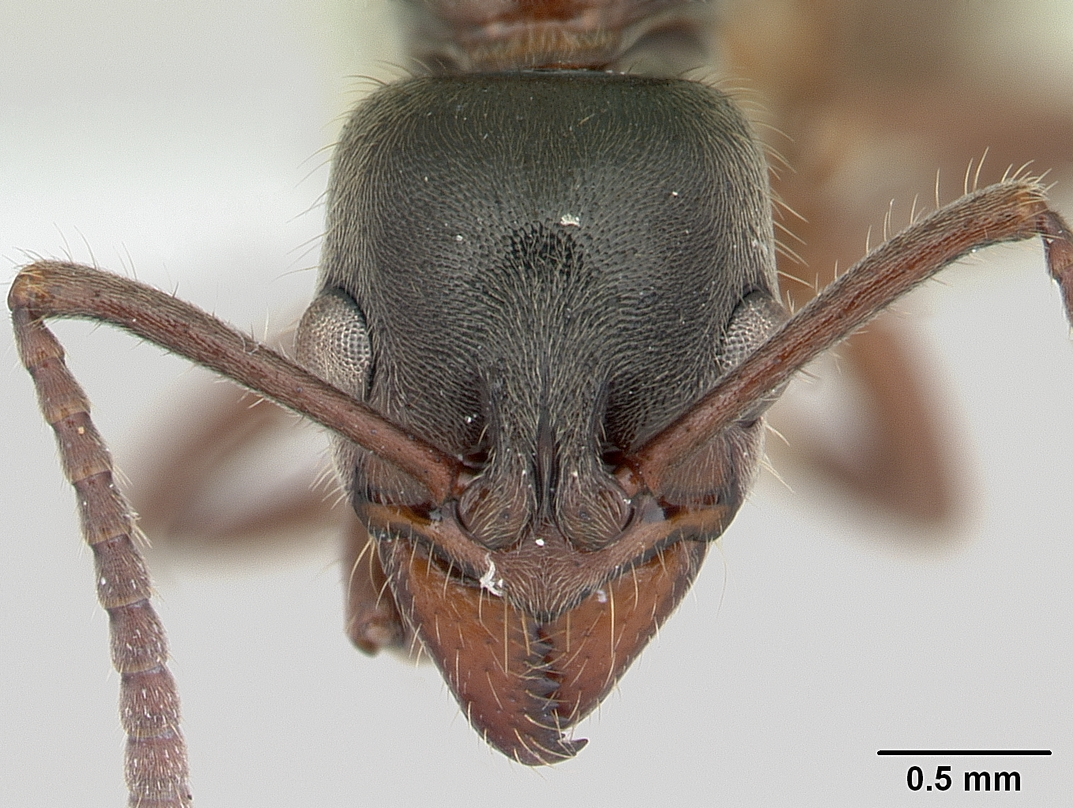
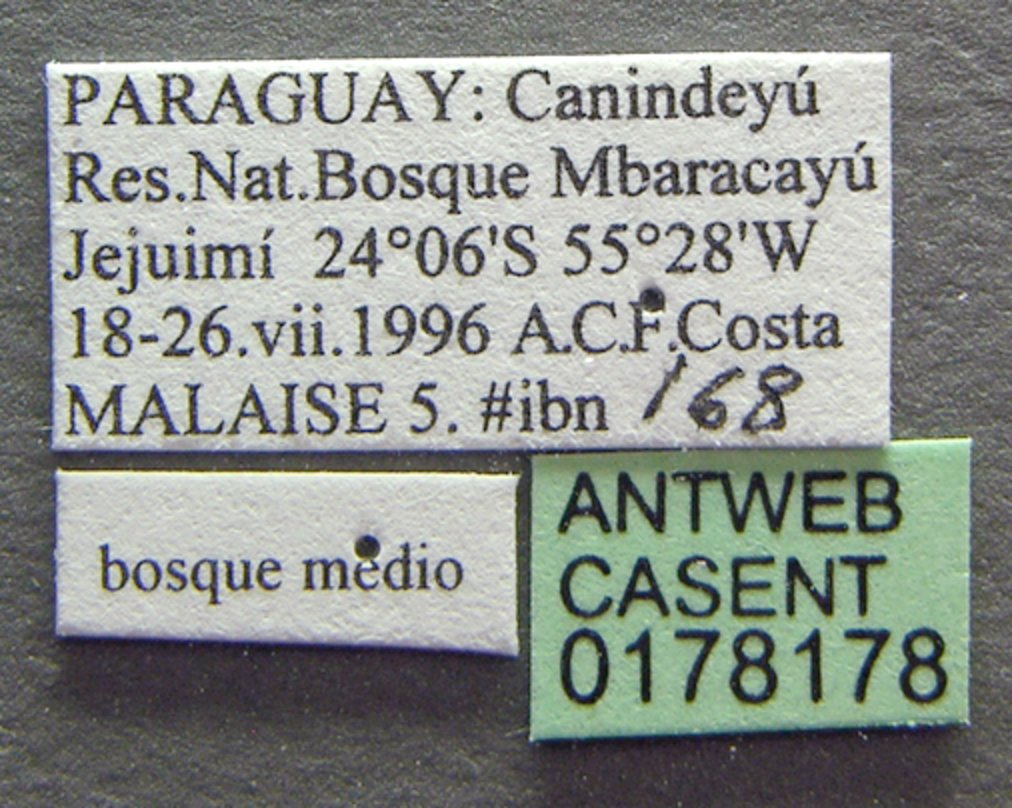
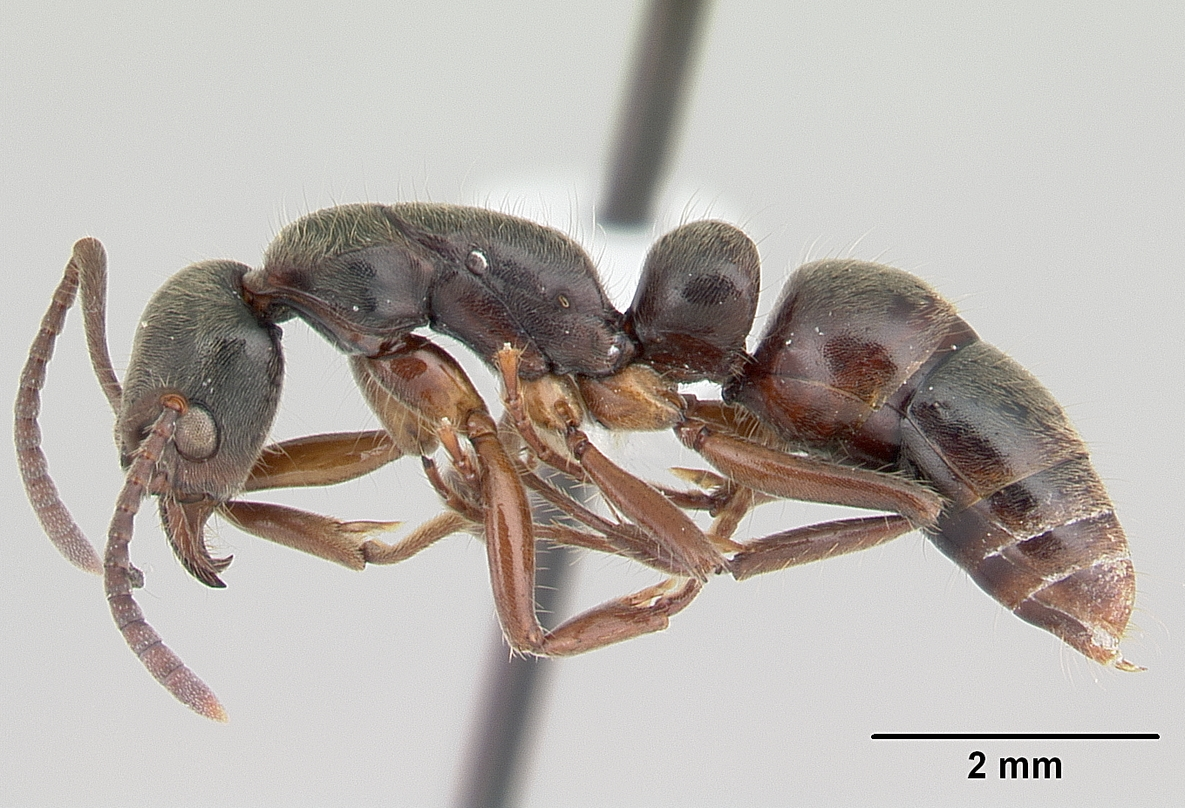